# Sparkasse Kaiserslautern
Die Sparkasse Kaiserslautern ist eine rheinland-pfälzische Sparkasse mit Sitz in Kaiserslautern. Sie ist eine Anstalt des öffentlichen Rechts. Sie entstand in der heutigen Form am 1. Januar 2021 durch Fusion der Kreissparkasse Kaiserslautern mit der Stadtsparkasse Kaiserslautern.

## Geschichte
Die Kreissparkasse hat ihren Ursprung im Jahr 1874 als Distriktsparkasse Otterberg. Am 1. Januar 2006 fusionierte die Kreissparkasse Kaiserslautern mit der 1867 gegründeten Stadtsparkasse Landstuhl. Die Kreissparkasse Kaiserslautern nahm dabei die Stadtsparkasse Landstuhl in sich auf. Die heutige Sparkasse Kaiserslautern entstand am 1. Januar 2021 aus der Fusion der 1836 gegründeten Stadtsparkasse Kaiserslautern mit der Kreissparkasse Kaiserslautern.

## Organisationsstruktur
Das Geschäftsgebiet der Sparkasse Kaiserslautern umfasst den Landkreis Kaiserslautern und die Stadt Kaiserslautern. Träger der Sparkasse ist der Zweckverband Sparkasse Kaiserslautern, dem der Landkreis Kaiserslautern sowie die Städte Kaiserslautern und die Sickingenstadt Landstuhl angehören. Rechtsgrundlagen der Sparkasse sind das Sparkassengesetz für Rheinland-Pfalz und die Satzung der Sparkasse. Organe der Sparkasse sind der Verwaltungsrat und der Vorstand.
Die Sparkasse Kaiserslautern ist Mitglied des Sparkassenverbandes Rheinland-Pfalz und über diesen auch im Deutschen Sparkassen- und Giroverband.
Die Sparkasse Kaiserslautern wies im Geschäftsjahr 2023 eine Bilanzsumme von 5,532 Mrd. Euro aus und verfügte über Kundeneinlagen von 4,097 Mrd. Euro. Gemäß der Sparkassenrangliste 2023 liegt sie nach Bilanzsumme auf Rang 79. Sie unterhält 52 Filialen/Selbstbedienungsstandorte und beschäftigt 772 Mitarbeiter.

## Sparkassen-Finanzgruppe
Die Sparkasse Kaiserslautern ist Teil der Sparkassen-Finanzgruppe und gehört damit auch ihrem Haftungsverbund an. Er sichert den Bestand der Institute und sorgt dafür, dass sie auch im Fall der Insolvenz einzelner Sparkassen alle Verbindlichkeiten erfüllen können. Die Sparkasse vermittelt Bausparverträge der regionalen Landesbausparkasse, offene Investmentfonds der Deka und Versicherungen der Versicherungskammer Bayern. Im Bereich des Leasing arbeitet die Sparkasse Kaiserslautern mit der  Deutschen Leasing zusammen. Die Funktion der Sparkassenzentralbank nimmt die Landesbank Baden-Württemberg wahr.